# Biologia

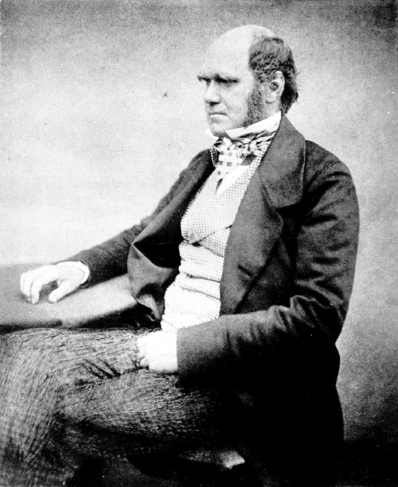
Charles Darwin (1809–1882) – jeden z najsłynniejszych biologów, wsławiony swoim modelem ewolucji opartym o dobór naturalny.

Biologia (z gr. βίος, bios – życie; λόγος, logos – słowo, nauka) – nauka przyrodnicza badająca życie. Część jej obszarów należy do nauk ścisłych.
Wiedza o organizmach była gromadzona już w prehistorii, jednak wyodrębnienie się biologii jako samodzielnej nauki przyszło w XIX wieku. Wtedy też rozwinęła się myśl ewolucyjna; o ile hipotezy pokrewieństwa gatunków istniały już wcześniej, to właśnie w tym stuleciu pojawiły się pierwsze modele wyjaśniające zmienność biosfery. Lamarkizm poprawnie powiązał ten proces z przystosowaniem (adaptacją) organizmów do środowiska, jednak błędnie opisał mechanizm przemian, postulując dziedziczenie cech nabytych. Dopiero darwinizm podał główną przyczynę różnic międzypokoleniowych – dobór naturalny. XIX stulecie to też początki genetyki w pracach Gregora Mendla oraz obalenie samorództwa. Wiek XX przyniósł rewolucję przez rozwój biologii molekularnej – udało się ustalić budowę i funkcje kluczowych makromolekuł charakterystycznych dla organizmów żywych jak białka i kwasy nukleinowe; postępy badań w tej skali przyczyniły się do upadku witalizmu. W XXI wieku biologia bada życie na wszystkich poziomach organizacji, docieka jego pochodzenia i występowania poza Ziemią.
Z biegiem lat biologia zaczęła korzystać z osiągnięć kolejnych nauk, uważanych za bardziej podstawowe jak nauki o Ziemi, chemia, fizyka, nauki o Kosmosie, matematyka czy różne nauki techniczne jak informatyka. Wiąże się to z powstawaniem dziedzin interdyscyplinarnych jak biogeografia, biochemia, biofizyka, astrobiologia, biomatematyka czy bioinformatyka. Z drugiej strony biologia jest fundamentem nauk „wyższego poziomu” jak psychologia, medycyna czy biotechnologia z agronomią. Osiągnięcia biologii wywarły też wpływ na inne obszary kultury jak sztuka czy doktryny filozoficzno-religijne, np. przez zakwestionowanie różnych mitologii. Między innymi z tego powodu rozwój i rozpowszechnianie wiedzy biologicznej próbowano tłumić oraz cenzurować:
- niektóre religie odrzucały, a w latach 20. XXI wieku czasem dalej odrzucają ewolucjonizm, zwłaszcza jego darwinowską postać oraz ewolucyjną antropogenezę, promując pseudonauki jak kreacjonizm biologiczny;
- ideologia marksistowska przez pewien czas popierała łysenkizm przeczący odkryciom genetyki oraz mechanizmom darwinowskim;
- degradacja biosfery przez globalne ocieplenie bywa kwestionowana lub deprecjonowana przez pewne formy negacjonizmu klimatycznego.

Za rozwój biologii przyznawane są nagrody: przedstawiciele tej dziedziny otrzymują czasem Medale Copleya, Nagrody Nobla w dziedzinie fizjologii i medycyny i Nagrody Shawa, a oprócz tego powstały laury specjalnie dla biologów jak odpowiednia dziedzina Nagrody Crafoorda. Polskich badaczy życia wyróżnia między innymi jedna z kategorii Nagrody Fundacji na rzecz Nauki Polskiej. Od 1919 roku prace różnych towarzystw naukowych w tej dziedzinie koordynuje Międzynarodowa Unia Nauk Biologicznych (ang. IUBS).

## Historia

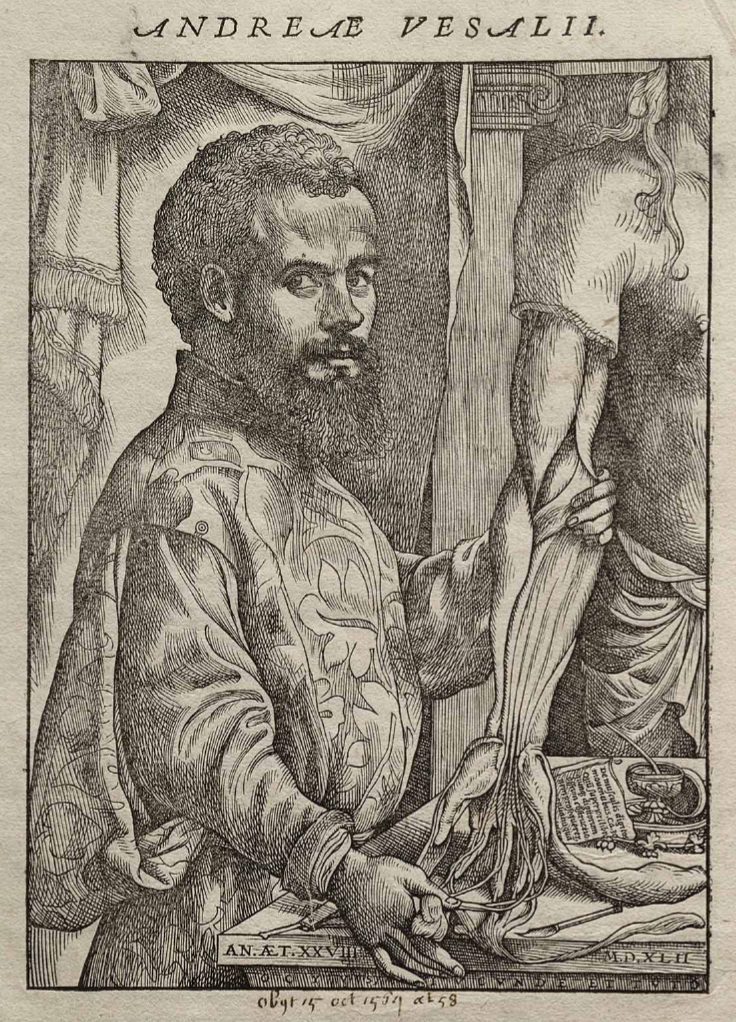
Wesaliusz

Nauki biologiczne sięgają tradycją co najmniej do starożytnej medycyny i historii naturalnej aż po Galena, Arystotelesa czy Hipokratesa. Od epoki renesansu historia nowożytna rewolucjonizuje myśl biologiczną przez wznowienie zainteresowania empiryzmem i odkryciem wielu nowych gatunków. Znaczącą rolę odegrali wówczas Wesaliusz i Harvey, którzy stosowali eksperyment i obserwację w badaniu anatomii i fizjologii. Z kolei Linneusz i Buffon rozpoczęli klasyfikację gatunków, jak również badanie powstawania i zachowania organizmów. Wynalezienie mikroskopu umożliwiło badanie mikroorganizmów i położyło podwaliny pod teorię komórki.
W czasie XVIII i XIX w. nauki biologiczne, takie jak botanika czy zoologia stają się uznanymi dyscyplinami naukowymi. Antoine Lavoisier i inni naukowcy zaczęli łączyć świat ożywiony i nieożywiony przez odkrycia z zakresu fizyki i chemii. Naturaliści i podróżnicy jak Alexander von Humboldt badali interakcje między organizmami a ich otoczeniem oraz na ile położenie geograficzne wpływa na te zależności, dając tym samym początek biogeografii, ekologii i etologii. Naturaliści zaczęli odrzucać esencjalizm i rozważać znaczenie wymierania i zmienności gatunków. Prace te, jak i wyniki badań embriologii i paleontologii, zsyntetyzował Karol Darwin w swojej teorii ewolucji w wyniku selekcji naturalnej.
W XIX w. pojawiła się koncepcja biologii jako spójnej i odrębnej dziedziny nauki. Termin został zaproponowany w 1802 roku niezależnie przez Gottfrieda Reinholda Treviranusa i Jean-Baptiste'a Lamarcka.
Ogłoszenie na początku XX wieku wyników badań Mendla doprowadziło do gwałtownego rozwoju genetyki. Pojawiły się nowe dyscypliny, szczególnie po zaproponowaniu przez Watsona i Cricka struktury DNA. Biologia była wówczas dzielona na obszary zajmujące się zagadnieniami na poziomie organizmu lub grupy organizmów oraz na te badające poziom komórkowy i molekularny. Pod koniec XX w. granice te znacznie się zatarły, ze względu na pojawienie się np. genomiki czy proteomiki i wykorzystywanie przez różne nauki biologiczne np. technik molekularnych przy równoczesnym badaniu relacji między genami a środowiskiem.

## Zakres i podział
Nauka ta opisuje pochodzenie życia, rozwój (zarówno filogenetyczny jak i ontogenetyczny), budowę i czynności organizmów oraz funkcjonowanie organizmów w środowisku.
Biologia obejmuje szeroki wachlarz zagadnień badawczych, które są często postrzegane jako odrębne dyscypliny naukowe: bywa opisywana jako tort, który można dzielić na pionowe sektory „taksonomiczne” (na najwyższym poziomie wyróżnia się zoologię, botanikę i mikrobiologię) i poziome warstwy dziedzin (fizjologia, cytologia, ekologia). Wspólnie odwołują się one do fenomenu życia na tle różnych aspektów badawczych, od biofizyki do ekologii. Wszystkie założenia w biologii są oparte na tych samych prawach co inne gałęzie wiedzy przyrodniczej, takich jak zasady termodynamiki i prawo zachowania masy.
Na poziomie organizmu, biologia częściowo wyjaśniła fenomeny takie jak narodziny, wzrost, starzenie się, śmierć i rozkład organizmów żywych, podobieństwa między potomkami a ich rodzicami (dziedziczenie), czy też rozkwit roślin, które intrygowały ludzkość przez całą jej historię. Inne fenomeny, takie jak laktacja, metamorfoza, lęg, zdrowienie i tropizm również znajdują się w sferze zainteresowania biologii. W większej skali czasu i przestrzeni biolodzy badają udomowianie zwierząt i roślin, wielką różnorodność organizmów żywych (bioróżnorodność), zmiany w organizmach jakie zachodzą na przestrzeni wielu pokoleń (ewolucja), ich wymieranie, specjalizację, zachowania społeczne u zwierząt itd.
Podczas gdy botanika zajmuje się badaniem roślin, zoologia jest gałęzią wiedzy zajmującą się badaniem zwierząt, zaś antropologia jest działem biologii badającym istoty ludzkie. Natomiast na poziomie molekularnym, życie jest poznawane przez dyscypliny takie jak biologia molekularna, biochemia i genetyka molekularna. Na bardziej podstawowym poziomie jest biofizyka, która zajmuje się przepływem energii w układach biologicznych. Badania na poziomie komórkowym leżą w sferze zainteresowań biologii komórki. Skalę wielokomórkową bada fizjologia, anatomia i histologia. Embriologia bada życie na etapie jego rozwoju zarodkowego, zaś powstawanie i rozwój poszczególnych organizmów od zapłodnionego jaja do śmierci bada ontogeneza. Przesuwając się w górę naszej skali, na poziom wielu organizmów, genetyka rozważa jak działa dziedziczenie cech między rodzicami a potomstwem. Etologia rozpatruje szeroko pojęte zachowania organizmów w ich naturalnym środowisku. Genetyka populacyjna ogarnia badaniami całe populacje, zaś systematyka rozważa rodowód organizmów na tle innych gatunków. Niezależne populacje i ich siedliska są badane przez ekologię i biologię ewolucyjną. Sozologia zajmuje się ochroną gatunków czy ekosystemów. Nowym, teoretycznym polem badań jest astrobiologia (nazywana też ksenobiologią albo egzobiologią), która bada możliwości występowania życia pozaziemskiego.

## Główne założenia
Biologia zazwyczaj nie opisuje systemów w kategoriach obiektów podlegających niezmiennym prawom fizycznym opisywanym przez matematykę. Układy biologiczne posiadają statystycznie przewidywalne tendencje do zachowywania się w określony sposób, lecz owe tendencje nie są zazwyczaj tak konkretne jak te opisywane przez fizykę czy chemię. Przedmiot badań biologii nadal podlega jednak tym samym prawom co nieożywiona część wszechświata.
Nauki biologiczne są charakteryzowane i ujednolicane przez podstawowe pojęcia takie jak uniwersalność, ewolucja, różnorodność, ciągłość, genetyka, homeostaza, wzajemne oddziaływanie.

### Uniwersalność: Biochemia, komórki i kod genetyczny

Schematyczna prezentacja budowy cząsteczki kwasu deoksyrybonukleinowego (DNA), podstawowego nośnika informacji genetycznej.

Uderzającym przykładem biologicznej uniwersalności jest biochemia, oparta na związkach węgla, oraz zdolność układów biologicznych do przekazywania swych właściwości drogą dziedziczenia poprzez materiał genetyczny. Bazujący na DNA i RNA kod genetyczny jest uniwersalny (z drobnymi różnicami) dla wszystkich istot żywych.
Kolejną wspólną regułą jest to, że organizmy (czyli wszystkie formy życia na Ziemi poza wirusami) są zbudowane z komórek, jak również fakt, że wszystkie organizmy posiadają podobne procesy rozwojowe.

### Ewolucja
Jednym z głównych założeń biologii jest to, że wszystkie formy życia mają wspólne pochodzenie oraz zmieniały się i rozwijały w procesie ewolucji, co spowodowało owo uderzające podobieństwo jednostek i procesów opisanych w poprzedniej sekcji. Karol Darwin opisał ewolucję jako teorię potwierdzoną przez sformułowanie jej siły napędowej – selekcji naturalnej (Alfred Russel Wallace jest uznawany za współodkrywcę tej teorii). Dryf genetyczny został nią objęty jako dodatkowy mechanizm rozwoju ewolucyjnego we współczesnej syntezie tej teorii.
Historia ewolucyjna gatunków, która opisuje charakterystykę różnych gatunków, ich pochodzenie razem z ich genealogicznymi powiązaniami z innymi gatunkami, nazywana jest ich filogenezą.
Informacje o filogenezie można pozyskiwać w zróżnicowany sposób. Są to m.in. porównywanie sekwencji DNA prowadzone przez biologów molekularnych i genomików oraz porównywanie skamielin lub innych zachowanych śladów dawnych organizmów żywych prowadzone przez paleontologów. Biologowie potrafią organizować i analizować powiązania ewolucyjne między organizmami za pomocą różnych metod, takich jak filogeneza, fenetyka i kladystyka.

### Różnorodność

Drzewo życia wszystkich żywych organizmów, bazowane na danych z genów rRNA, pokazujące rozróżnienie trzech domen; bakterii, archeowców i jądrowców początkowo opisanych przez Carla Woese. Drzewa skonstruowane za pomocą innych genów są podobne lecz mogą umiejscawiać niektóre wcześniejsze gałęzie rozwojowe bardzo różnie, prawdopodobnie z powodu gwałtownej ewolucji rRNA. Dokładne powiązania między poszczególnymi domenami nadal są obiektem dyskusji.

Klasyfikacja drzew filogenetycznych (drzew życia) organizmów leży w zakresie następujących dziedzin: systematyki i taksonomii.
Taksonomia umieszcza organizmy w grupach nazywanych taksonami, podczas gdy systematyka filogenetyczna szuka pokrewieństwa między nimi. Ta technika klasyfikacji rozwinęła się dzięki odkryciom kladystyki i genetyki, które teraz skupiają się nie na podobieństwie fizycznym i podobnej charakterystyce lecz na filogenezie.
Tradycyjnie organizmy żywe zostały umieszczone w pięciu królestwach:
Prokarionty (Prokaryota) -- Protisty (Protista) -- Grzyby (Fungi) -- Rośliny (Plantae) -- Zwierzęta (Animalia).
Obecnie wielu naukowców uważa system pięciu królestw za przestarzały. Współczesne, alternatywne systemy klasyfikacji dzielą organizmy na trzy królestwa:
Archeowce (Archaebacteria) -- Bakterie (Eubacteria) -- Jądrowce (Eukaryota).
Każde królestwo rozdziela się na mniejsze jednostki, dopóki nie zostanie oddzielnie sklasyfikowany pojedynczy gatunek, według następującego porządku: królestwo, typ, gromada, rząd, rodzina, rodzaj, gatunek. Nazwa systematyczna organizmu składa się z nazwy rodzajowej i nazwy gatunkowej (tzw. epitetu gatunkowego). Na przykład człowiek jest określany nazwą Homo sapiens. Homo jest nazwą rodzajową, zaś sapiens – nazwą gatunkową. Pisząc nazwę systematyczną organizmu należy pisać nazwę rodzajową wielką literą a nazwę gatunkową – małą. Całość jest zazwyczaj pisana kursywą.
Oprócz organizmów, wyróżniamy również grupę wewnątrzkomórkowych pasożytów, które są rozwojowo „mniej ożywione” w rozumieniu aktywności metabolicznej:
Wirusy -- Wiroidy -- Priony.

### Ciągłość życia
Aż do XIX wieku powszechnie wierzono, że formy życia mogą pojawiać się w pewnych warunkach spontanicznie (teoria samorództwa). Ta teoria została zakwestionowana i uznana za błędną przez Williama Harveya, który ukuł regułę: wszelkie życie pochodzi z jaja (z łacińskiego Omne vivum ex ovo), co jest jedną z fundamentalnych zasad współczesnej biologii. Zasada ta oznacza, że istnieje nieprzerwana ciągłość życia od czasu jego powstania do chwili obecnej.
Grupa organizmów posiada wspólne pochodzenie jeśli posiada wspólnego przodka. Wszystkie organizmy na Ziemi pochodzą od wspólnego przodka (albo z pradawnej puli genowej). Uznaje się, że ów pierwszy, uniwersalny wspólny przodek wszystkich organizmów pojawił się około 3,5 miliarda lat temu. Biologowie generalnie odnoszą się do uniwersalności kodu genetycznego jako definitywnego dowodu potwierdzającego wspólne pochodzenie wszystkich bakterii, archeowców i jądrowców (zobacz: pochodzenie życia).

### Genetyka
Wszelkie dziedziczne cechy organizmów, od ich budowy i cech fizjologicznych, po zwierzęce instynkty, czy ludzkie talenty i skłonności, są wynikiem występowania w komórkach odpowiednich białek, zakodowanych w genach. Geny, będące podstawową jednostką dziedziczenia, przenoszą te cechy do następnego pokolenia. Fizjologiczne przystosowanie organizmu do środowiska nie może zostać zakodowane w ich genach i odziedziczone przez potomstwo (zobacz: lamarkizm).

### Homeostaza
Homeostaza jest zdolnością otwartych systemów (mogących wymieniać materię i energię z otoczeniem) do utrzymywania stabilnego stanu w rozumieniu równowagi dynamicznej. Regulacja ta odbywa się za pomocą sprzężonych ze sobą mechanizmów. Wszystkie organizmy żywe, czy to jednokomórkowe czy też wielokomórkowe wykazują homeostazę. Na poziomie komórkowym homeostaza objawia się poprzez utrzymywanie stałej wewnętrznej kwasowości (pH); na poziomie organizmów przykładem homeostazy jest utrzymywanie stałej temperatury ciała przez zwierzęta stałocieplne; na poziomie ekosystemów – kiedy rośnie stężenie dwutlenku węgla, rośliny są w stanie rosnąć zdrowsze i usuwać nadmiar gazu z atmosfery. Tkanki i organy również są w stanie utrzymywać homeostazę.

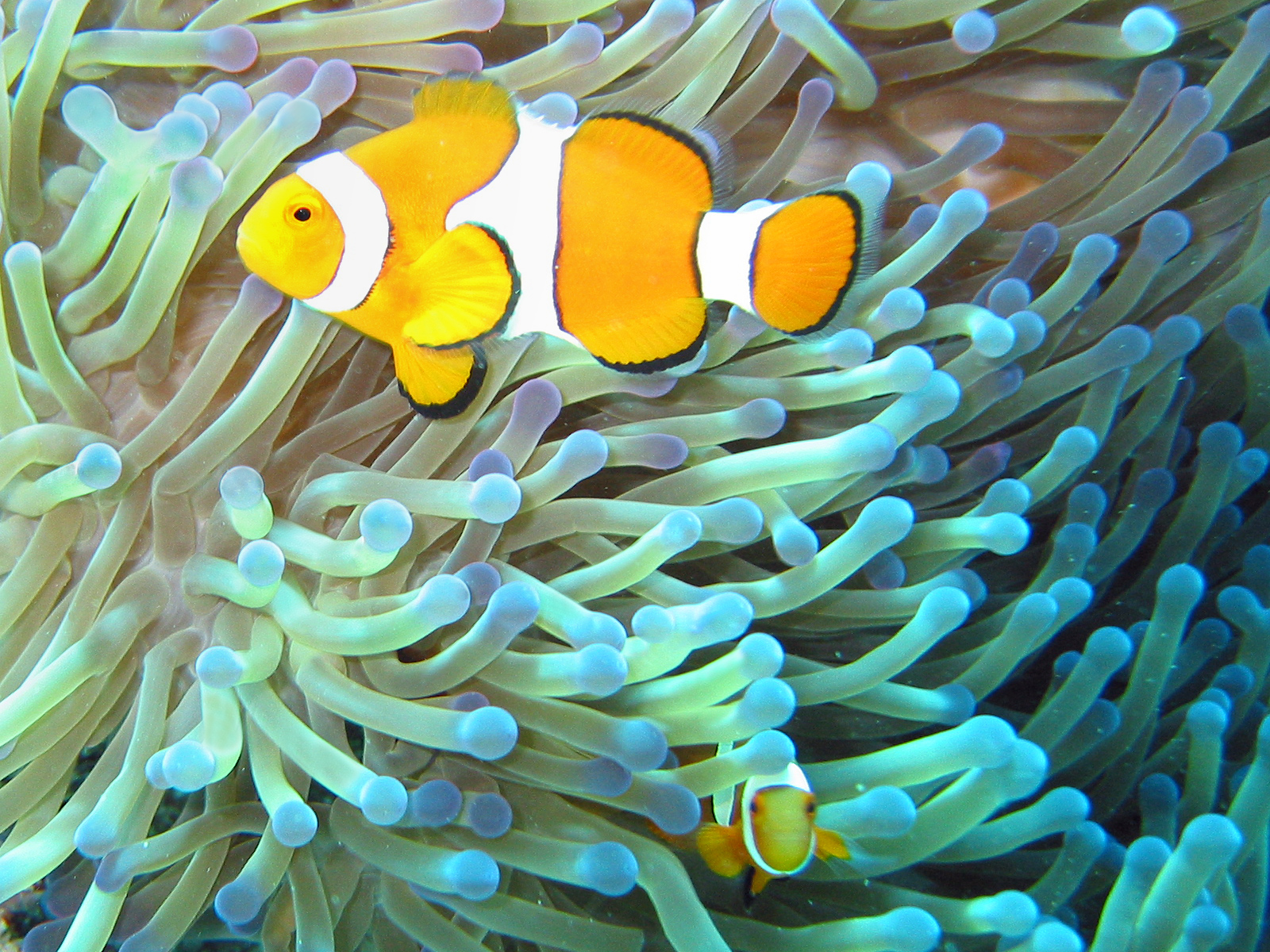
Symbioza między rybą z rodzaju Amphiprion, która mieszka pomiędzy czułkami tropikalnego ukwiału. Ryba, broniąc swojego terytorium, broni ukwiału przed rybami na nim żerującymi, w zamian ukwiał, za pomocą swych parzących czułków, chroni rybę przed jej drapieżnikami

### Interakcja
Każda żywa istota posiada wzajemne zależności z innymi organizmami i ich naturalnym środowiskiem. Jednym z powodów dlaczego systemy biologiczne mogą być trudne do zbadania jest mnogość różnych zależności między organizmami a ich środowiskiem nawet w najmniejszej skali. Mikroskopijna bakteria odpowiadająca za stężenie cukrów w danym środowisku, jest tak samo odpowiedzialna wobec swojego środowiska jak lew, kiedy wybiera się na polowanie szukając ofiary na afrykańskiej sawannie. Zachowania między gatunkami mogą być kooperacyjne, agresywne, pasożytnicze lub symbiotyczne.
Zagadnienie zaczyna być bardziej skomplikowane kiedy dwa lub więcej gatunków oddziałuje z ekosystemem. Tego typu badania są polem zainteresowań ekologii.